# Dawn of Chromatica
Dawn of Chromatica è il terzo album di remix della cantante statunitense Lady Gaga, pubblicato il 3 settembre 2021 dalle etichette discografiche Streamline e Interscope Records.

## Tracce
1. Alice (Lsdxoxo Remix) – 2:40 (Lady Gaga, BloodPop, Axel Hedfors, Justin Tranter, Johannes Klahr)
2. Stupid Love (CouCou Remix) – 2:36 (Lady Gaga, BloodPop, Max Martin, Martin Joseph Léonard Bresso, Ely Rise)
3. Rain on Me (Arca Remix) – 4:23 (Lady Gaga, BloodPop, Matthew Burns, Nija Charles, Rami Yacoub, Martin Joseph Léonard Bresso, Ariana Grande)
4. Free Woman (Rina Sawayama Remix) – 3:53 (Lady Gaga, BloodPop, Axel Hedfors, Johannes Klahr)
5. Fun Tonight (Pabllo Vittar Remix) – 2:20 (Lady Gaga, BloodPop, Matthew Burns, Rami Yacoub)
6. 911 (Charli XCX and  A. G. Cook Remix) – 4:13 (Lady Gaga, BloodPop, Madeon, Justin Tranter)
7. Plastic Doll (Ashnikko Remix) – 2:29 (Lady Gaga, BloodPop, Skrillex, Rami Yacoub, Jacob "Jkash" Hindlin)
8. Sour Candy (Shygirl and Mura Masa Remix) – 3:45 (Lady Gaga, BloodPop, Matthew Burns, Rami Yacoub, Madison Emiko Love)
9. Enigma (Doss Remix) – 4:29 (Lady Gaga, BloodPop, Matthew Burns, Jacob "Jkash" Hindlin)
10. Replay (Dorian Electra Remix) – 3:49 (Lady Gaga, BloodPop, Matthew Burns)
11. Sine from Above (Chester Lockhart, Mood Killer and Lil Texas Remix) – 4:10 (Lady Gaga, BloodPop, Elton John, Axel Hedfors, Johannes Klahr, Rami Yacoub, Richard Zastenker, Ryan Tedder, Sebastian Ingrosso, Benjamin Rice, Vincent Ponte, Salem Al Fakir)
12. 1000 Doves (Planningtorock Remix) – 5:05 (Lady Gaga, BloodPop, Martin Joseph Léonard Bresso, Rami Yacoub)
13. Babylon (Bree Runway and Jimmy Edgar Remix) – 2:48 (Lady Gaga, BloodPop, Matthew Burns)
14. Babylon (Haus Labs Version) – 3:01 (Lady Gaga, BloodPop, Matthew Burns)

## Classifiche
| Classifica (2021-22) | Posizione massima |
| -------------------- | ----------------- |
| Australia            | 31                |
| Belgio (Fiandre)     | 67                |
| Belgio (Vallonia)    | 85                |
| Canada               | 89                |
| Francia              | 108               |
| Grecia               | 39                |
| Irlanda              | 45                |
| Italia               | 49                |
| Lituania             | 72                |
| Nuova Zelanda        | 32                |
| Paesi Bassi          | 97                |
| Regno Unito          | 56                |
| Spagna               | 71                |
| Stati Uniti          | 66                |
| Ungheria             | 38                |